# Carol Mendelsohn

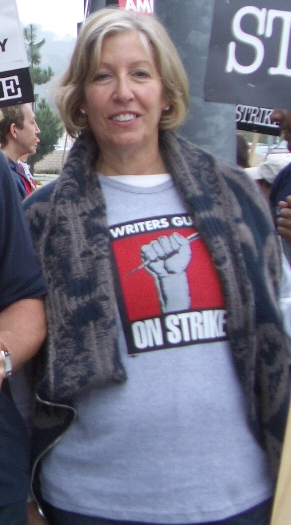
Carol Mendelsohn in 2003

Carol Mendelsohn (Chicago, 1951) is een Canadees tv-producente en scenarioschrijfster.
Mendelsohn is vooral bekend als medebedenker van de televisieseries CSI: Miami en CSI: NY. Ze schreef ook afleveringen voor deze series, alsmede voor de serie CSI: Crime Scene Investigation.